# كل رجال الملك (فلم 1999)
كل رجال الملك (بالإنجليزية: All the King's Men) هو فيلم درامي تلفزيوني بريطاني من أحداث الحرب العالمية الأولى، تم عرضه من قبل قناة بي بي سي، من بطولة ديفيد جايسون، تم بث الفيلم لأول مرة يوم الأحد 14 نوفمبر 1999. الفيلم مستند على كتاب يحمل عنوان (كل رجال الملك: أحد أعظم ألغاز الحرب العالمية الأولى التي تم حلها أخيرًا)، للكاتب نيغل ماكري، الذي نشر لأول مرة عام 1992، ثم في عام 1997 و1999.

## طاقم التمثيل
- ديفيد جايسون - الكابتن فرانك بيك - مدير عقارات ساندرينغهام
- ماغي سميث - الملكة ألكسندرا
- ديفيد تروتون - الملك جورج الخامس
- ويليام أش - الرقيب تيد غرايمز

- سونيا والجير - السيدة فرانسيس
- ستيوارت بانس - الملازم الثاني فريدريك رادلي
- جيمس موراي - ويل نيدهام
- إد ووترز - العريف هربرت باتربي
- توم بيرك - الجندي تشاد بتربي
- بن كرومبتون - الجندي ديفي كروفت
- إيمون بولاند - آرثر بيك
- جو ستون فيوينجز - الملازم أليك بيك
- جيمس هيلير - الملازم الثاني إيفلين بيك
- إيما كونيف - بيجي باتربي
- آدم كوتز - أوزوالد يومان
- باتريك مالاهايد - النقيب كلود هوليت
- غاي براون - الملكة ماري
- فيليس لوجان - ماري بيك
- إيان ماكديارميد - القس بييربوينت إدواردز
- داني ورترز - الجندي جورج داكر
- لورانس دوبيش - لوك غرايمز
- رولاند أوليفر - السيد آدامز
- جيمي بيدارد - رولاند آدامز

## روابط خارجية
- مقالات تستعمل روابط فنية بلا صلة مع ويكي بيانات
- Costumes for the drama
- Interview with Jason (audio file)
- BBC News, "Jason's heroic endeavour"
- Sandringham War Memorial
- Account of the attack from the Imperial War Museum نسخة محفوظة 27 يناير 2007 على موقع واي باك مشين.